# Wiener akademische Burschenschaft Teutonia

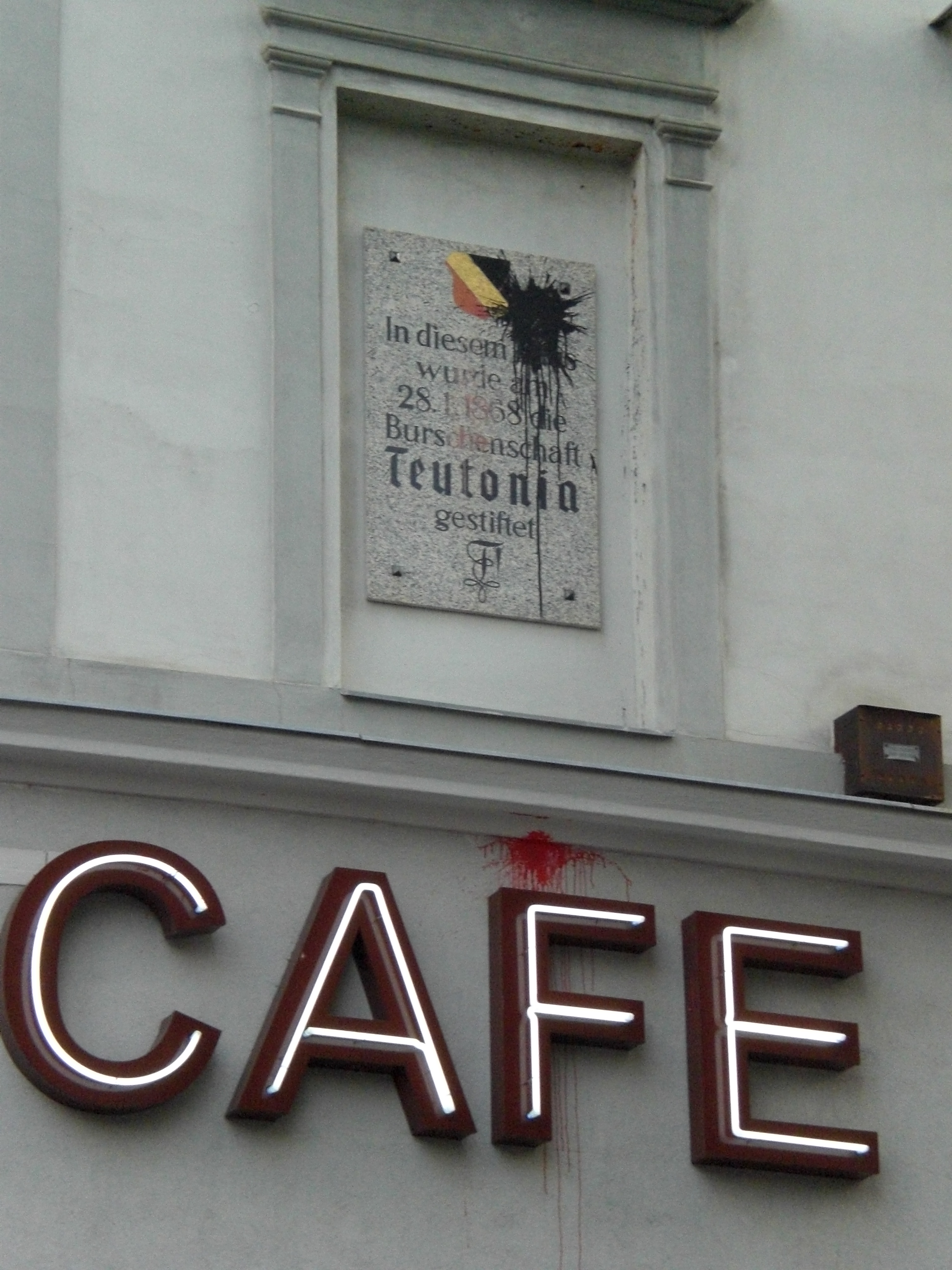
Farbbeutelanschlag auf eine Gedenktafel zur Gründung der Teutonia

Die Wiener akademische Burschenschaft Teutonia ist eine 1868 gegründete farbentragende und schlagende Wiener Studentenverbindung. Sie ist seit 2007 Mitglied der Deutschen Burschenschaft, deren Vorsitz sie 2013 innehatte. Das Dokumentationsarchiv des österreichischen Widerstandes ordnet die Burschenschaft dem rechtsextremen Spektrum zu (Stand:2012) und attestiert ihr eine Nähe zum Neonazismus (Stand:2019).

## Geschichte
Die Wiener akademische Burschenschaft Teutonia wurde am 28. Jänner 1868 in Wien gegründet. Sechs ihrer neun Gründungsburschen waren jüdischer Herkunft. Es folgte am 3. August 1868 der Eintritt ins Norddeutsche Kartell.
Im aufkommenden Antisemitismus in Österreich-Ungarn wurde dies auch aufgrund ihrer jüdischen Mitglieder ein zentrales Streitthema in den 1880ern. Die antisemitische Stimmung in der Burschenschaft wurde vor allem durch Julius Sylvester und Jaromir Tobiaschek vorangetrieben, indem durch neue Mitglieder (wie etwa Josef Faber) das antisemitische Element in der Verbindung gestärkt wurde. Trotzdem gelang es – vor allem aufgrund des Einsatzes von Karl Emil Franzos – nicht, die Einführung des Arierparagraphen am Convent vom 17. Jänner 1881 durchzusetzen. Es wurde festgestellt, dass „der Antisemitismus nicht im Interesse der Burschenschaft liege“.
1889 organisierte Sylvester eine Tagung aller konservativen Burschenschaften in Linz, wo zwischen 4. und 6. Mai der Linzer Delegierten Convent (LDC) entstand. Viele Burschenschaften des LDC verstanden sich als „judenrein“ und „streng deutschnational“, waren aber Schönerer nicht treu ergeben, da sie nicht „unter dem Joch eines einzelnen Mannes“ stehen wollten. 1895 trat die Teutonia mit dem im internen Kampf siegreich gebliebenen Sylvester wieder dem LDC bei und änderte ihre radikal nationale Ausrichtung, was Georg von Schönerer dazu veranlasste, das 1893 an ihn verliehene „Ehrenburschenband“ der Teutonia zurückzugeben und mit seinen Anhängern zur Burschenschaft Germania Innsbruck überzutreten.
1893 wurde der Altherrenverband gegründet und 1910 das erste Teutonenhaus gekauft. 1918 wurde die Teutonia durch die Vereinigung der Burschenschaft der Ostmark mit der Deutschen Burschenschaft (DB) Mitglied der DB und trat 1920 dem Kartell der Roten Richtung bei. 1933 trat sie wieder aus der DB aus, wurde 1938 in der Zeit des Nationalsozialismus aufgelöst. Bis 1941 konnte als Kameradschaft Georg Ritter von Schönerer ein Aktivenbetrieb im Rahmen des NSDStB unterhalten werden. Das Haus wurde 1940 auf politischen Druck des Regimes hin verkauft.
1952 wurde die Teutonia rekonstituiert und 1959 ein neues Haus erworben. 1981 wurde das Nachbarhaus gekauft. Im Geschäftsjahr 1993/94 führte die Teutonia den Vorsitz der Deutschen Burschenschaft in Österreich (DBÖ) und des Wiener Korporationsringes (WKR).
2005 trat die Teutonia der Burschenschaftlichen Gemeinschaft (BG) und 2007 der DB bei. In den Geschäftsjahren 2006/2007 und 2014/2015 war sie wiederum Vorsitzende des WKR. Im Geschäftsjahr 2011/2012 war sie Vorsitzende der BG. 2013 war sie Vorsitzende Burschenschaft der DB.

## Verhältnisse zu anderen Verbindungen
Die Wiener akademische Burschenschaft Teutonia gehört der Burschenschaftlichen Gemeinschaft an. Sie bildet mit der Alten Breslauer Burschenschaft der Raczeks und der Burschenschaft Danubia München das Ostdeutsche Kartell und mit der Grazer akad. Burschenschaft Frankonia den Gold-Roten-Verband. Zur Innsbrucker akademischen Burschenschaft Brixia und zur Berliner Burschenschaft Arminia bestehen Freundschaftsverhältnisse.

## Politische Verortung
In den 1990er Jahren galt die Teutonia laut dem Dokumentationsarchiv des österreichischen Widerstandes (DÖW) als „Hochburg der militant-rechten Wiener Szene“, da die Rechtsextremisten Franz Radl und Kurt Hofinger bis zu ihrem Ausschluss 1991/92 Mitglieder der Burschenschaft waren und längere Zeit im Verbindungshaus wohnten.
Im Zusammenhang mit einem Flugblatt der Teutonia gegen Ariel Muzicant bezeichnete das DÖW die Teutonia 2012 als rechtsextrem.
Im Zuge der Übernahme des Vorsitzes der DB kritisierte das deutsche Nachrichtenmagazin Der Spiegel „rechtsextremes Gedankengut“ in der Teutonia. Die Übernahme des Vorsitzes wurde von der Wiener Zeitung als deutliches Signal gesehen, dass die DB nach rechts rücke und die Austrittswelle der liberaleren Burschenschaften aus der DB verstärken würde. Die Süddeutsche Zeitung nannte die Teutonia in diesem Zusammenhang „ultrakonservativ“.
Im Februar 2019 distanzierte sich Nationalrat Reinhard Eugen Bösch von der Verwendung des Begriffes Ostmark statt Österreich durch die Burschenschaft Teutonia und bezeichnete diese Verwendung als inakzeptabel.
Im April 2019 attestierte das DÖW der Burschenschaft eine organisatorische und ideologische Nähe zum Neonazismus.

## Bekannte Mitglieder

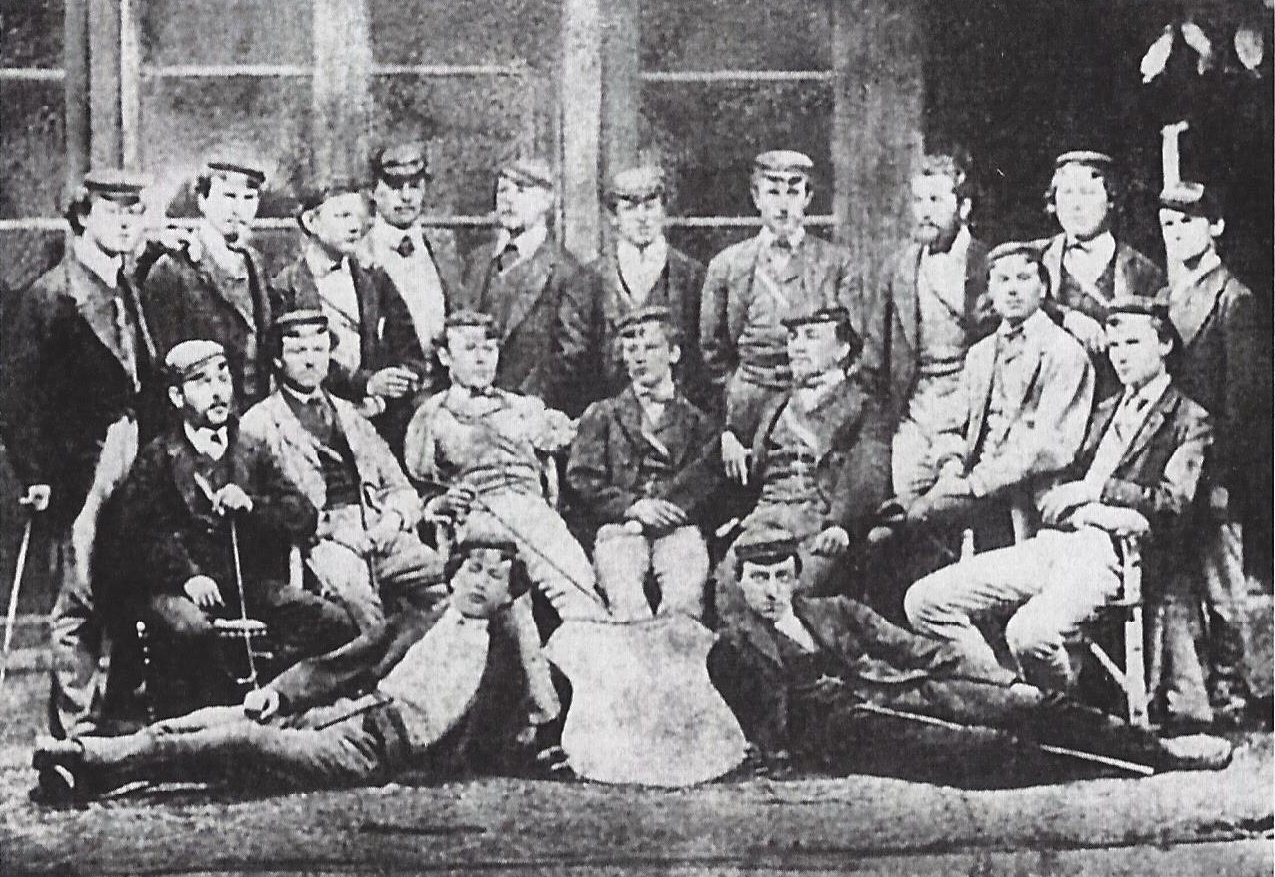
Teutonia Wien mit Franzos (1868)

- Reinhard Eugen Bösch (1957), österreichischer Politiker (FPÖ)[15]
- Carl Moritz Cammerloher (1882–1945), Maler
- Viktor Christian (1885–1963), Altorientalist
- Bruno von Enderes (1871–1934), Eisenbahnfachmann und Beamter
- Vilmos Goldzieher (1849–1916), Augenarzt
- Eduard Fischer von Röslerstamm (1848–1915), Journalist und Autographensammler
- Karl Emil Franzos (1848–1904), Schriftsteller und Publizist
- Ferdinand Gorup von Besánez (1855–1928), Polizeijurist und Polizeipräsident von Wien
- August Harpf (1861–1925), Chemiker und Hochschullehrer
- Konrad Höfinger (1886–1938), Politiker (NSDAP), Abgeordneter zum Landtag von Niederösterreich
- Hugo Jury (1887–1945), Arzt, Politiker (NSDAP), Gauleiter von Niederdonau
- Albert von Mühlwerth (1862–1934), Jurist, deutschböhmischer Politiker (Deutschradikale Partei)
- Oskar Oberwalder (1883–1936), Kunsthistoriker und Denkmalpfleger
- Julius Pirxhofer (1855–1917), Politiker (DVP), Mitglied im Reichsrat und Abgeordneter des Niederösterreichischen Landtags
- Aurelius Polzer (1848–1924), Dichter und Schriftsteller
- Walter Prinzl (1891–1937), Künstler
- Franz Radl, Rechtsextremist, ausgeschlossen am 24. Juni 1991[9]
- Curt Rotter (1881–1945), Germanist und Volksmusikforscher
- Arnold Schiefer (* 1966), Betriebswirt, FPÖ-Politiker, Finanzvorstand der ÖBB-Holding
- Georg von Schönerer (1842–1921), Politiker, zuerst normales Mitglied, später Ehrenmitglied von 1893 bis 1895[3]
- Fritz Stüber-Gunther (1872–1922), Schriftsteller (1901 ausgetreten)
- Anton Supersperg (1883–1970), Landwirt, Mitglied des Bundesrats (WdU)
- Julius Sylvester (1854–1944), Politiker
- Josef Ursin (1863–1932), Politiker (GdP), Abgeordneter zum Nationalrat
- Otto Zuckerkandl (1861–1921), Urologe und Hochschullehrer (1881 ausgetreten)